# Залісся (Коростенський район)
Залі́сся — село в Україні, у Народицькій селищній територіальній громаді Коростенського району Житомирської області. Населення становить 490 осіб (2001).

## Історія
У 1906 році — село Христинівської волості Овруцького повіту Волинської губернії. Відстань від повітового міста 30 верст, від волості 2. Дворів 170, мешканців 1162.
До 6 серпня 2015 року — адміністративний центр Заліської сільської ради Народицького району Житомирської області.
З початку березня 2022 року село було окуповане російськими військами й звільнено у березні того ж року.